# 格洛巴斯尼茨
格洛巴斯尼茨是奥地利克恩顿州弗尔克马克特县的一个市镇。总面积38.43平方公里，总人口1663人，人口密度43.3人/平方公里（2005年）。